# HMS Galatea (1887)
Galatea var en engelsk panserkrydser bygget af stål i 1887, og en del Orlando-klassen på syv skibe, der var større udgaver af den beskyttede krydser Mersey, men forsynet med sidepanser. Sammenlignet med den foregående Imperieuse-klasse var sejlrigningen droppet fra starten, og det kom der nogle langt mere vellykkede skibe ud af. Imidlertid indtraf der samme problemer som under bygningen af Imperieuse-klassen, i og med at skibene blev tungere end planlagt, og dermed kom til at ligge dybere i vandet, hvorved sidepanseret blev næsten værdiløst. I Royal Navy tog man konsekvensen af denne udvikling og byggede ikke flere krydsere med sidepanser (dvs. panserkrydsere) i en periode på næsten 10 år.
På deres prøvetogter var alle skibene hurtigere end de bestilte 18 knob, idet de nåede mellem 18,8 knob (Australia) og 19,4 knob (Undaunted).
Galatea var det femte af foreløbigt otte skibe i den britiske flåde med dette navn. "Galatea" er et navn fra den græske mytologi, hvor hun var en af de 50 nereider (sønymfer), og på græsk betyder navnet "den mælkehvide".

## Tjeneste
Galatea blev først indlemmet i Kanalflåden, der opererede i den Engelske Kanal. I 1893 blev den tilknyttet kystforsvars-eskadren, ligeledes i hjemlige engelske farvande. Galatea blev solgt til ophugning i 1905.